# Stantxo Kolev
Stantxo Kolev   (Khristianovo, 11 d'abril de 1937) és un lluitador búlgar, ja retirat, especialista en lluita lliure, que va competir durant les dècades de 1950 i 1960.
El 1960 va prendre part en els Jocs Olímpics d'Estiu de Roma, on guanyà la medalla de plata en la competició del pes ploma del programa de lluita lliure. Quatre anys més tard, als Jocs de Tòquio, revalidà la medalla de plata en la mateixa prova.
En el seu palmarès també destaquen tres medalles en el Campionat del Món, de plata el 1959 i 1965 i de bronze el 1963, així com una medalla de bronze en la Copa del Món de lluita. Guanyà diversos campionats nacionals.